# (6620) Peregrina
(6620) Peregrina (1973 UC) – planetoida z pasa głównego asteroid okrążająca Słońce w ciągu 4,39 lat w średniej odległości 2,68 j.a. Odkryta 25 października 1973 roku.